# Bambusa glabrovagina
Bambusa glabrovagina är en gräsart som beskrevs av G.A.Fu. Bambusa glabrovagina ingår i släktet Bambusa och familjen gräs.
Artens utbredningsområde är Hainan (Kina). Inga underarter finns listade i Catalogue of Life.